# 大韩民国历史年表
大韩民国歷史年表
- 1910年8月：日本政府與朝鮮政府簽定《日韓合併條約》，朝鮮併入日本
- 1919年3月1日：三一运动爆发
- 同年：朝鲜半岛独立运动领导人先后在海参崴、上海、汉城成立临时政府
- 1941年12月9日：大韩民国临时政府向日本宣战
- 1948年8月15日：大韓民國成立，李承晚为第一任总统
- 1950年6月25日：朝鲜战争爆发
- 1953年6月27日：南北双方签订停火协议
- 1960年4月：四一九學運，李承晚下台，尹潽善繼任。
- 1961年5月16日：朴正熙将军发动五一六軍事政變，军事政权成立
- 1964年：派兵前往越南
- 1965年6月：與日本建交
- 1972年11月：维新独裁體制成立
- 1973年8月8日：金大中事件
- 1974年8月15日：朴正熙夫人陆英修被杀，韓國首條地鐵線通車
- 1979年10月26日：朴正熙在宫井洞遇刺身亡
- 1979年12月12日：全斗焕将军发动肃军政变
- 1980年5月18日：光州事件
- 1980年8月：全斗焕将军成为总统
- 1983年9月1日：苏联国土防空军击落大韓航空007號班機
- 1984年5月：若望·保祿二世访问南韓
- 1987年6月18日：发生六月抗争
- 1987年11月29日：朝鲜间谍爆破大韩航空858号班机
- 1987年12月：卢泰愚当选为总统
- 1988年9月17日：汉城奥运会
- 1990年9月30日：与苏联建交
- 1991年9月17日：韓國和朝鲜民主主義人民共和國同时加入联合国
- 1992年8月24日：與中华人民共和国建交
- 1993年：2月：金泳三就任总统，开始韩国民主化
- 1995年6月29日，汉城三丰百货店倒塌事件
- 1995年11月：卢泰愚被捕
- 1995年12月：全斗焕被捕
- 1997年7月：亚洲金融危机发生
- 1998年2月：金大中就任总统
- 2000年6月：金大中访问平壤，发表南北共同声明
- 2000年10月：金大中獲得诺贝尔和平奖
- 2002年2月：金大中因兒子貪污退出政黨
- 2002年7月：世界盃足球韓國進入四強
- 2003年3月：盧武鉉就任总统
- 2004年8月：派兵前往伊拉克
- 2005年，首都汉城的中文名称更改为首尔
- 2008年2月11日：韩国第一号国宝崇礼门火灾被毁
- 2008年2月25日：李明博就任第十七届总统。
- 2009年5月23日：韩国前总统卢武铉跳崖自杀亡。
- 2013年2月25日，韩国前总统朴正熙长女朴槿惠就任第18任总统。
- 2017年5月10日：文在寅就任总统。
- 2022年5月10日：總統府自青瓦台遷至龍山區，尹錫悅就任總統。